# Język kwangali
Kwangali (Rukwangali) – język z rodziny bantu, używany w północnej Namibii i południowej Angoli. Według danych liczba mówiących tym językiem wynosi 143 500 osób.